# Заклад громадського харчування

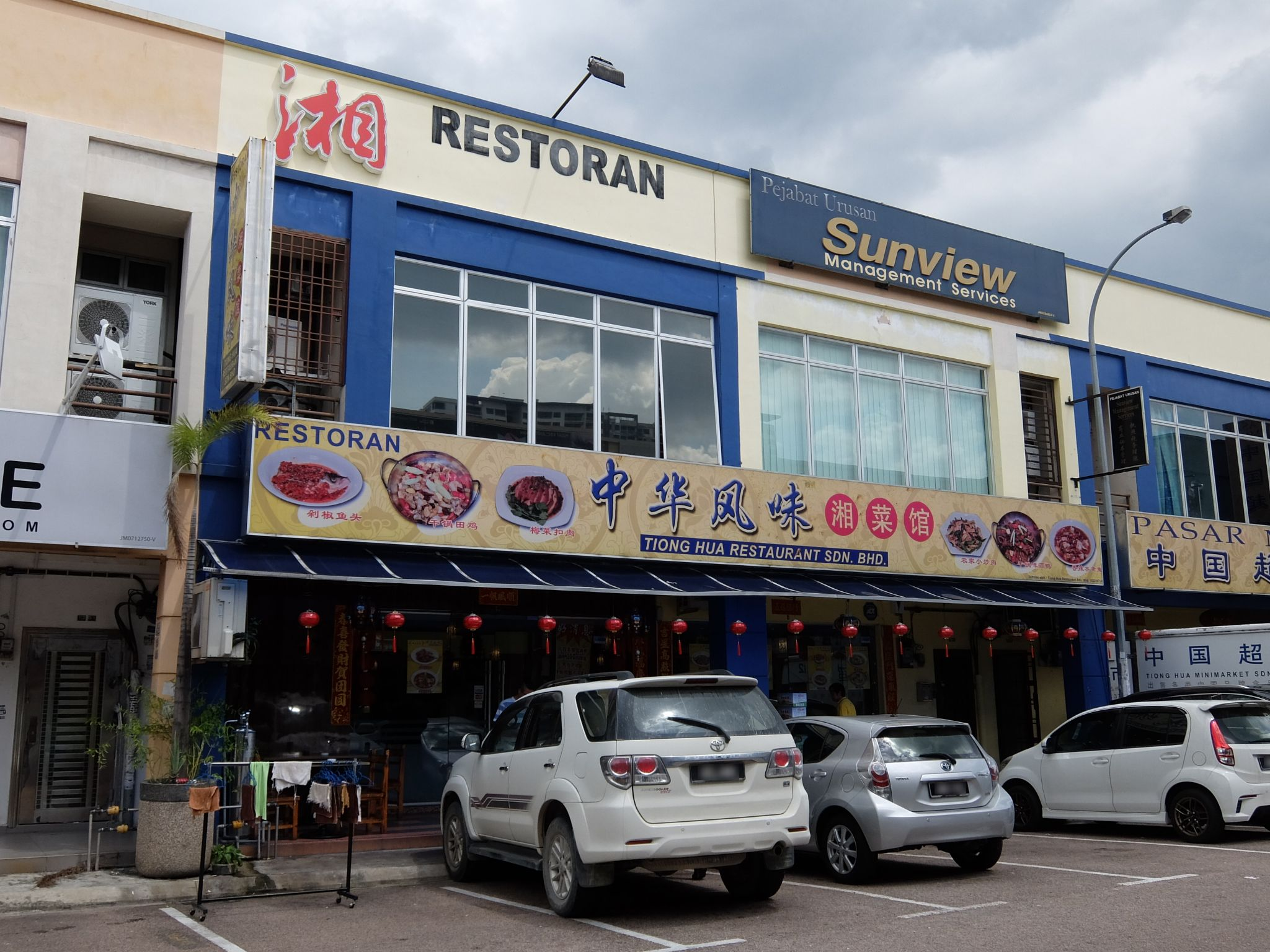
Заклад громадського харчування

Заклад громадського харчування — підприємство, призначене для виробництва кулінарної продукції, борошняних, кондитерських і булочних виробів, їх реалізації та/або організації їх споживання.
Поділяються на ресторани, кафе, бари, їдальні.
Законодавство України надає наступне визначення: «заклад громадського харчування — ресторан, бар, кафе, їдальня, піцерія, кіоск чи інший заклад, що забезпечує харчуванням невизначену кількість фізичних осіб. Віднесення до закладів громадського харчування не залежить від територіальних ознак (місця) провадження господарської діяльності з громадського харчування та ступеня доступності харчування будь-яким особам».